# 猪肉绦虫
猪帶绦虫（學名：Taenia solium），也称有钩绦虫或鏈狀帶絛蟲，体长2-3米，宽7-8毫米，共有800-900个节片，后端成熟节片长约10毫米。

## 特徵
豬肉絛蟲的成蟲體分為四部分，分別為頭節（scolex）、未成熟節片（immature proglottids）、成熟節片（mature proglottids）、妊娠節片（gravid proglottids）。頭節圆球形，直径约1毫米，上有四个吸盘并有顶突和兩圈小钩（armed hooks）。這區別於牛肉絛蟲（Taenia saginata）頭節的鉤（hooks），其只有一排且不帶齒(not armed)。頭節既保證蟲體能夠附著在小腸內壁，而且頭節末端的頸部也是蟲體節片的分生區。
豬肉絛蟲的成蟲體無口無肛，其依靠節片體表吸收小腸內半消化食物。
豬肉絛蟲的成熟節片由頭節分生的未成熟節片長成。一個節片內同時長有雄性和雌性生殖系統，並開始排精。受孕後即是妊娠節片。妊娠節片的子宮有7到13個分支，這區別於牛肉絛蟲的15到20個子宮分支（uterine branches）。子宮分支內充滿了受精卵，卵開始從節片旁邊的孔排出。同時妊娠節片也會脫落，因此在馬桶裡可以看到大約5mm×5mm的白色扁平節片。

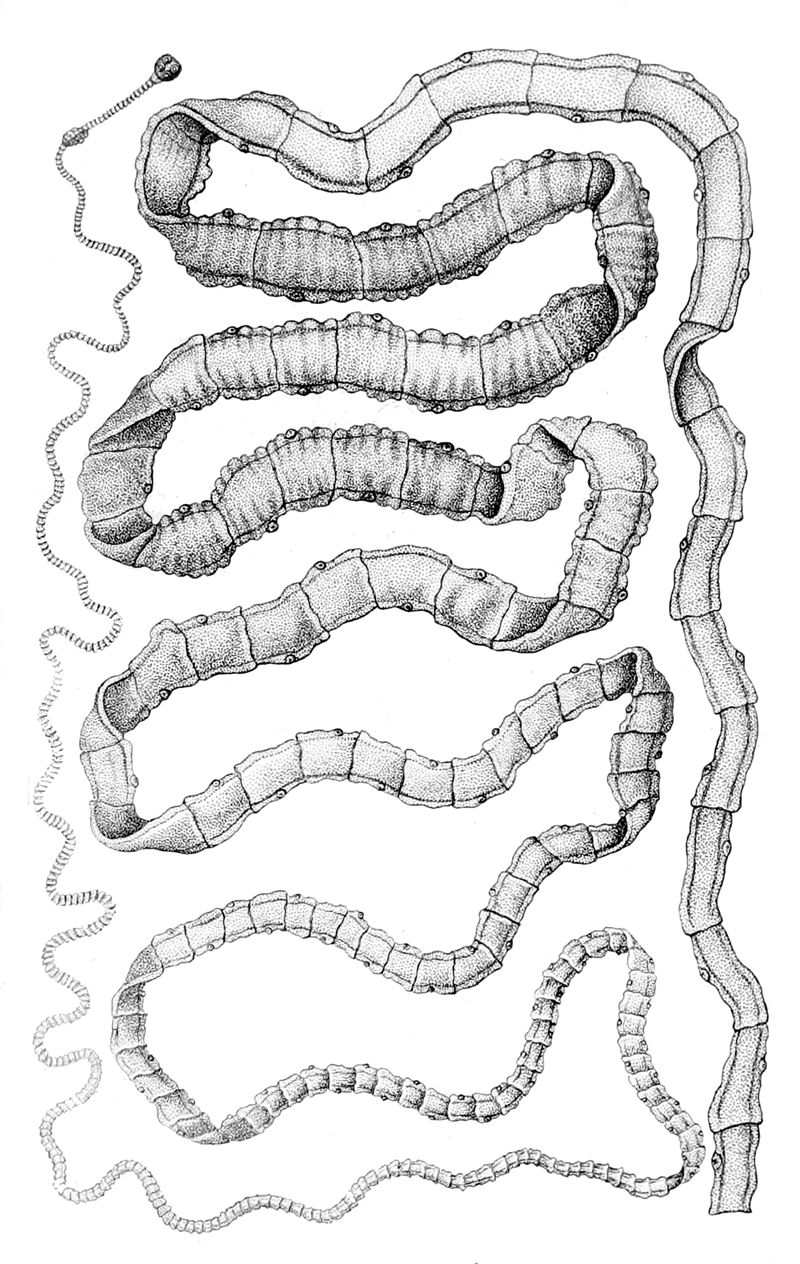
成蟲
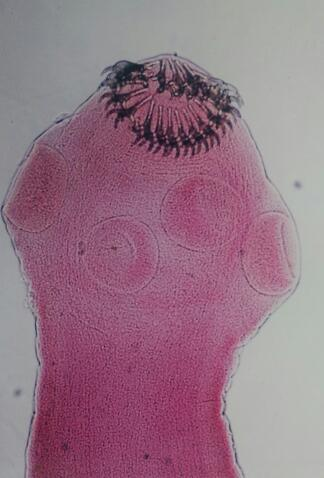
頭節 (x400)
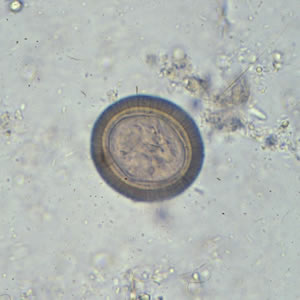
卵
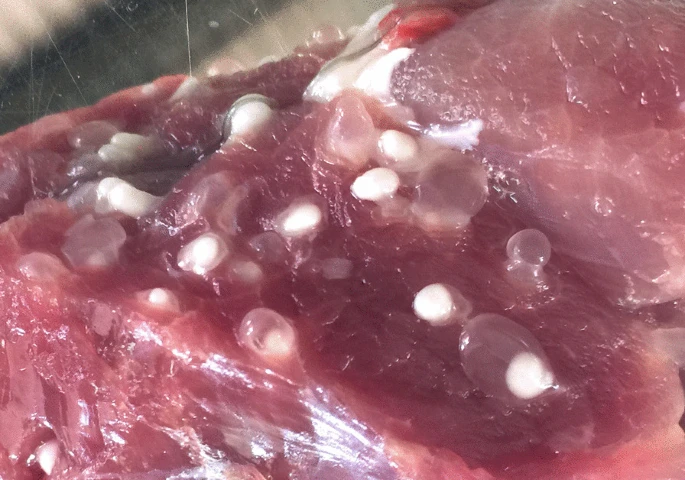
米心肉

## 生活史

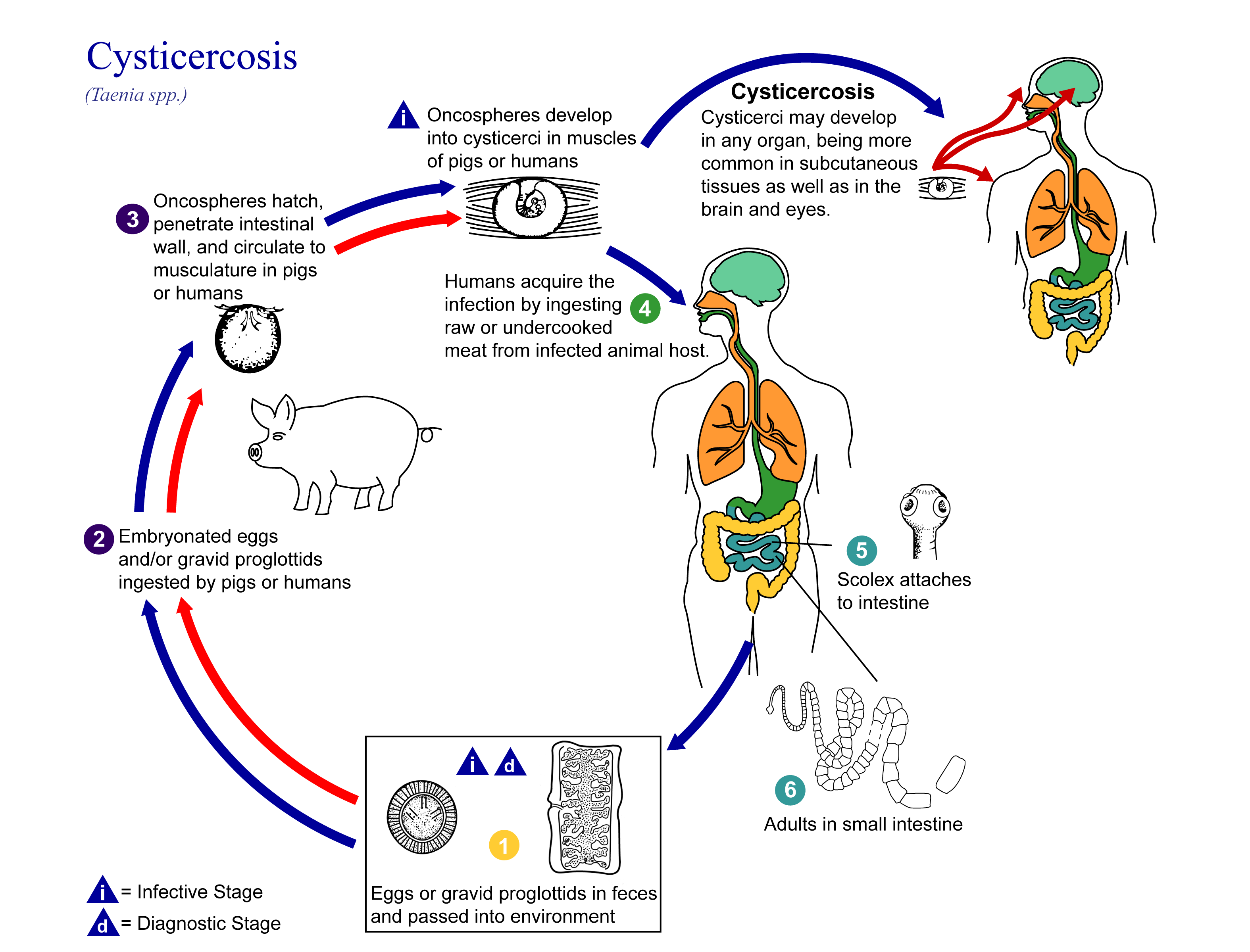
囊尾幼蟲生活史

人是唯一的最終宿主，寄生於小腸內，引起豬肉絛蟲病，中間宿主主要是豬，人同時也可以成為異常中間宿主（abnormal intermediate host）。
一般情況下，豬在吃了有絛蟲卵的食物後，絛蟲卵在豬體內胃酸和酶的作用下開始孵化，生出六鉤蚴（hexacanth）。六鉤蚴接著進入豬的循環系統，最終在肌肉組織、腦組織等地方停留，發育成囊尾蚴，並被豬組織包圍形成一個囊（cyst）。當人吃了未煮熟的有絛蟲囊尾蚴的豬肉（通稱「米心肉」）後感染，囊尾蚴在人體小腸發育成豬肉絛蟲成蟲，頭節掛在小腸壁以吸取營養和並分生出節片以繁殖後代。
特殊情況下，人偶然進食了豬肉絛蟲卵，蟲卵發育出的六鉤蚴可能通過人體循環系統迴圈到腦組織或者眼球裡發育成包囊，危及人體健康甚至生命。（牛肉絛蟲不會有這條異常生活史）

## 感染症狀及危害
感染豬肉絛蟲成蟲，人體會面黃肌瘦，無力等。感染囊蚴，如果囊感染腦部，感染者會發生癲癇，如果數量過多，將導致高機率的死亡。如果囊蚴寄生在眼球，可导致失明，称眼囊尾蚴病。

## 診斷
檢查糞便，查看有無蟲卵和妊娠節片。做生物化學檢查抗體。

## 治療
阿苯達唑是有效的抗豬肉絛蟲藥物。治療豬肉絛蟲病時必須監視死亡寄生蟲導致的炎症反應，特別是存在豬肉絛蟲寄生於腦部時。為了減輕炎症反應，可使用糖皮質激素。在某些病例中，可能需要手術治療以切除包囊。

## 外部連結
- 寄生蟲學-Nematoda(線蟲)-Taenia solium(有鉤絛蟲) （页面存档备份，存于）
- The Vicious Worm - a Taenia solium cysticercosis educational tool （页面存档备份，存于）
- Taenia solium Genome Project - UNAM （页面存档备份，存于）
- Taeniasis image library at DPD
- Cysticercosis image library at DPD
- Taeniasis at Stanford （页面存档备份，存于）
- Taenia solium at Bioweb （页面存档备份，存于）
- Parasites in Humans （页面存档备份，存于）
- ZicodeZoo
- BioLib （页面存档备份，存于）